# Gare de Katowice
La gare de Katowice est une gare ferroviaire située à Katowice, en Pologne. Elle est la plus grande gare ferroviaire de la région industrielle de Haute-Silésie.
Achevée en 1972, elle dessert la plupart des grandes villes européennes grâce à des trains nationaux et internationaux, exploités principalement par la Polskie Koleje Państwowe, l'entreprise publique des chemins de fer. La gare actuelle a été construite en remplacement de l'ancien terminus de la ville, la gare historique de Katowice (en).
Située au centre-ville de Katowice, elle constitue l'un des plus grands pôles d'échange de transport de Pologne.

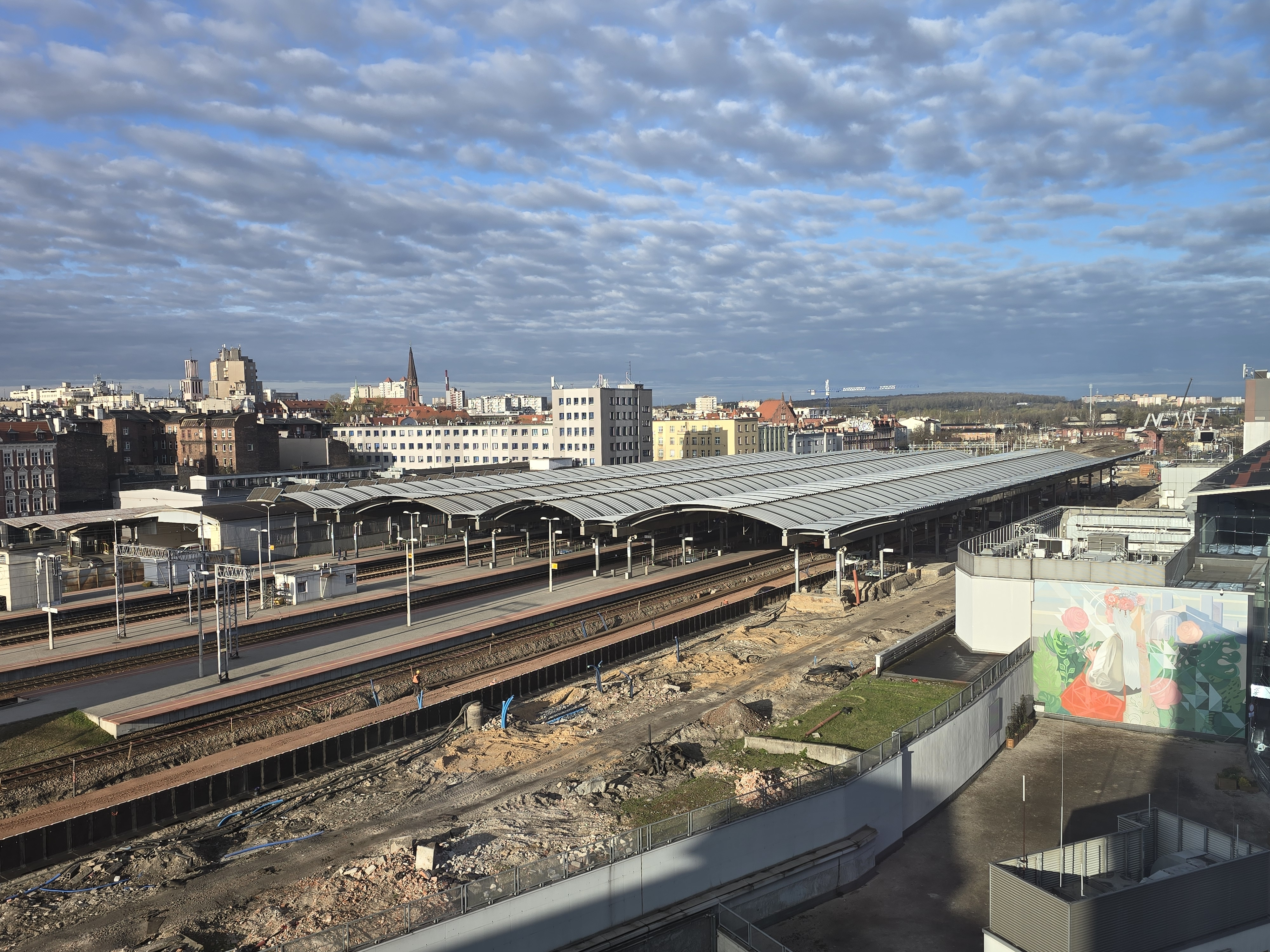
En 2025.
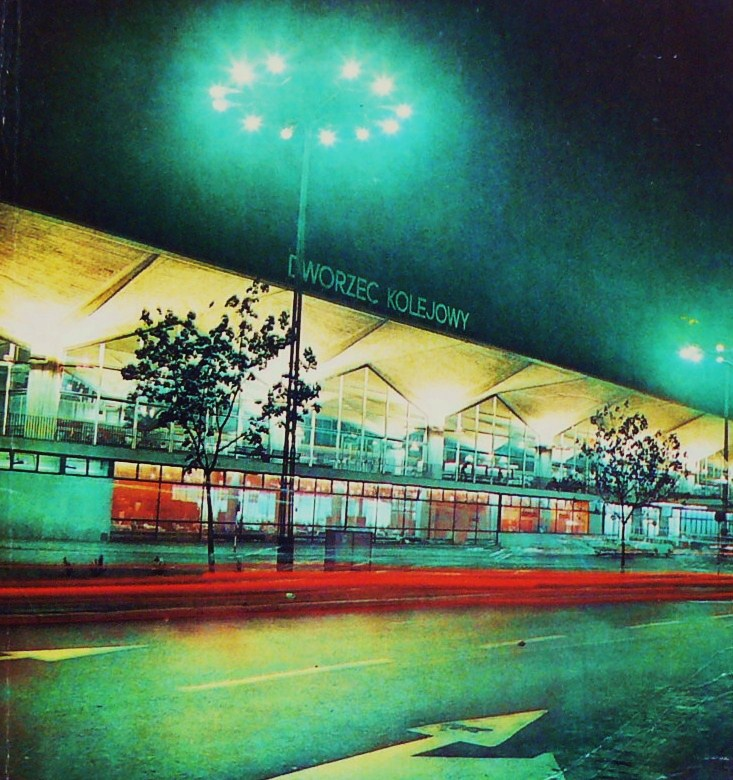
En 1973.
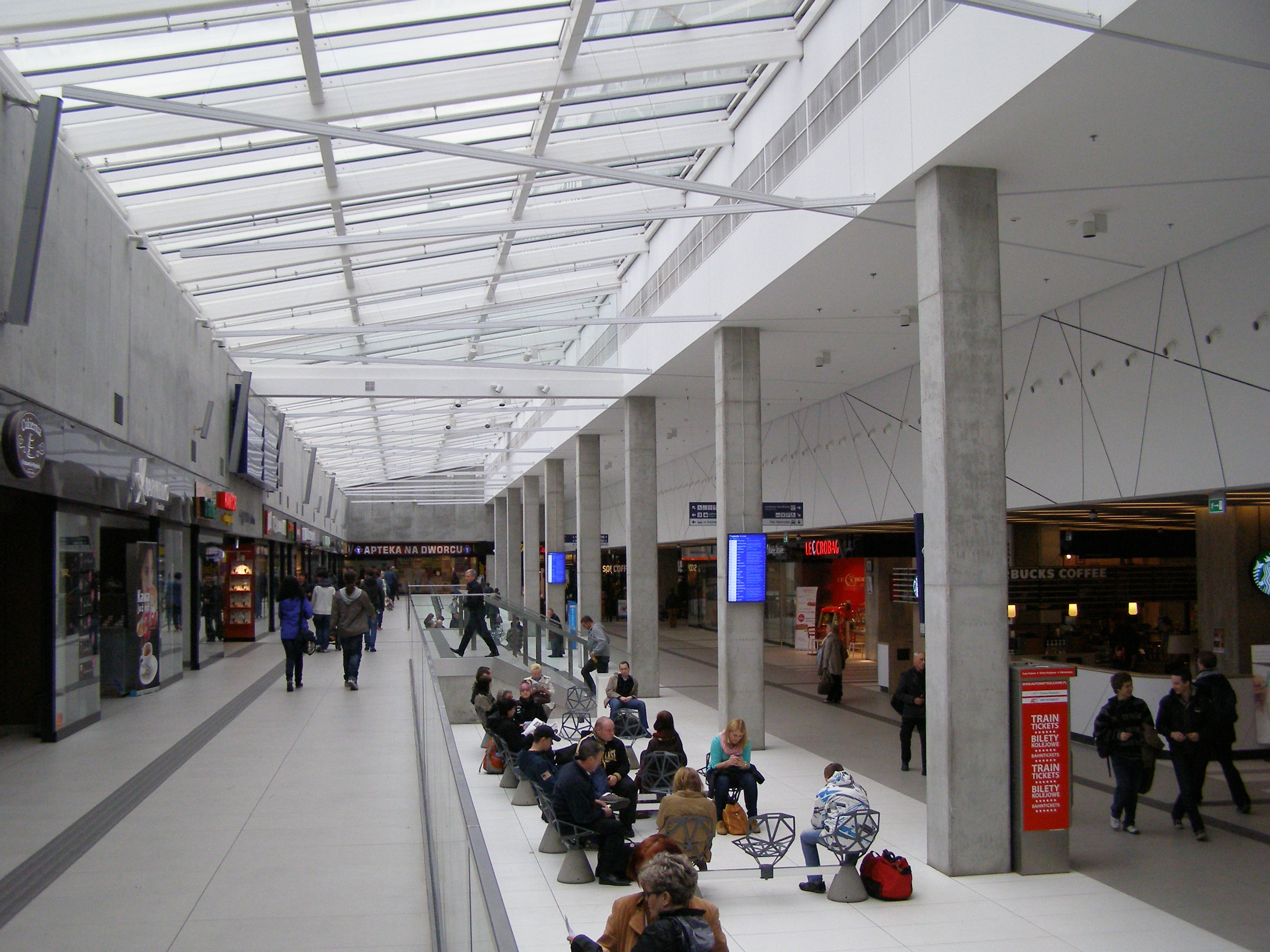
Intérieur (2013).
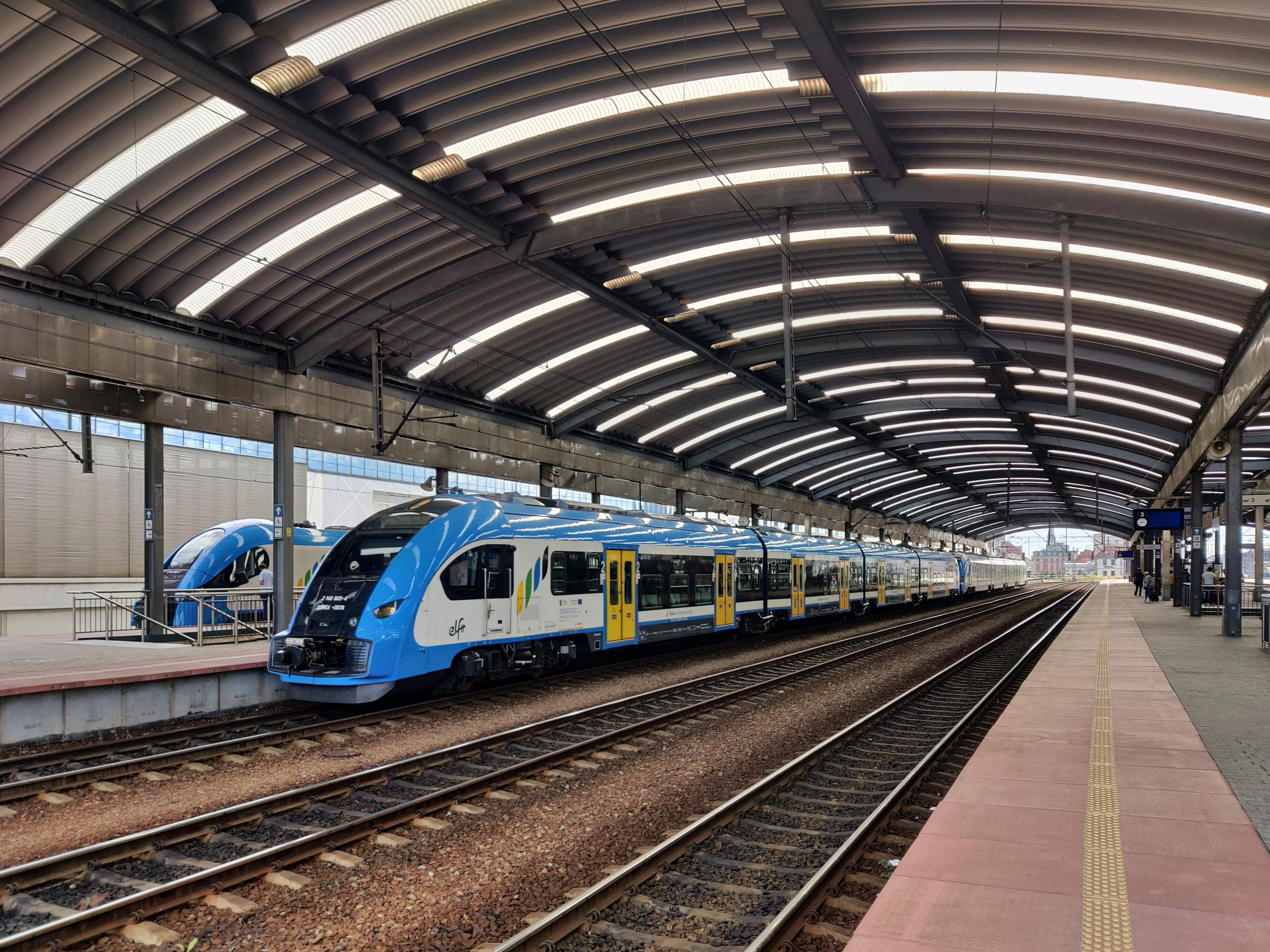
Quais.
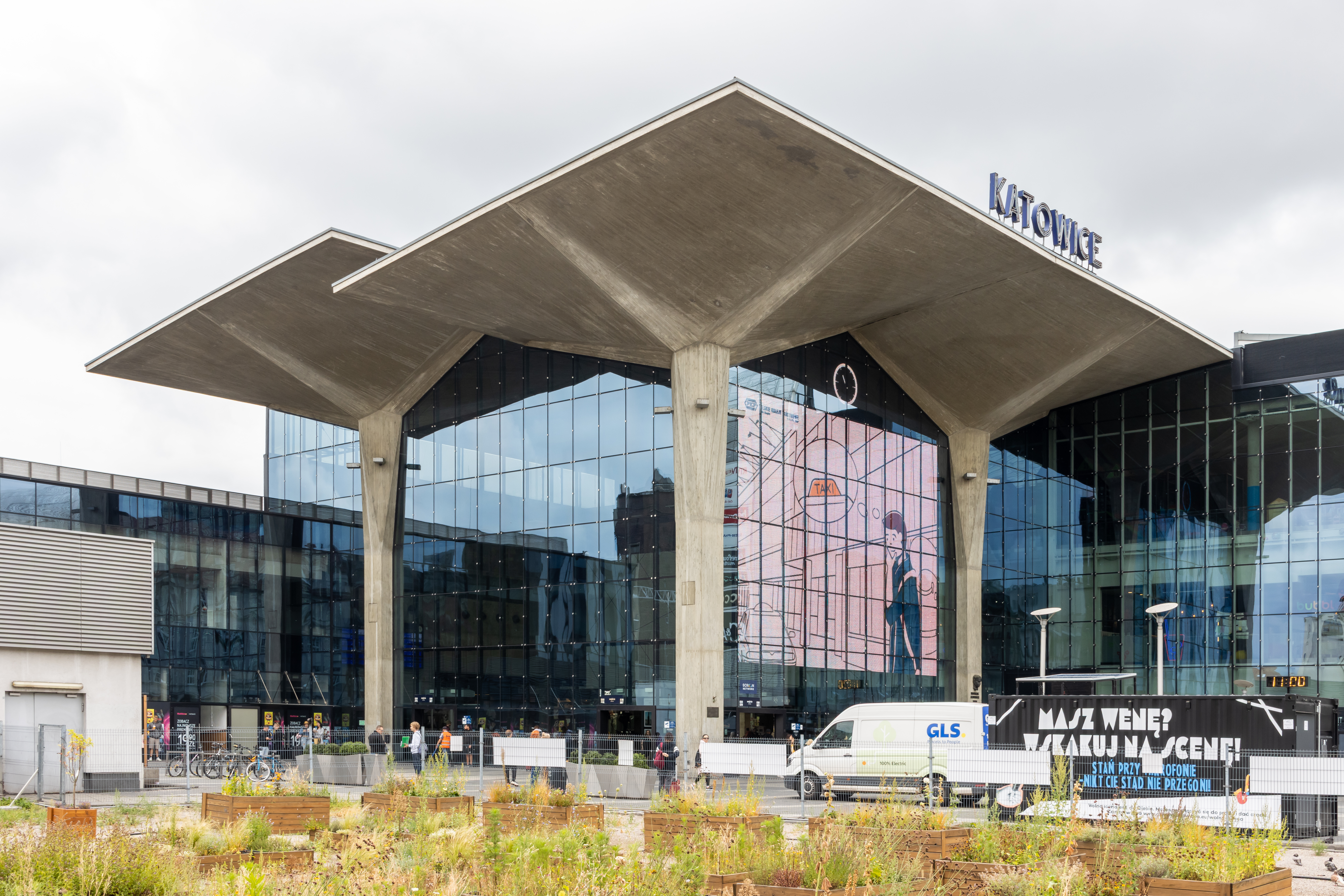
Entrée.
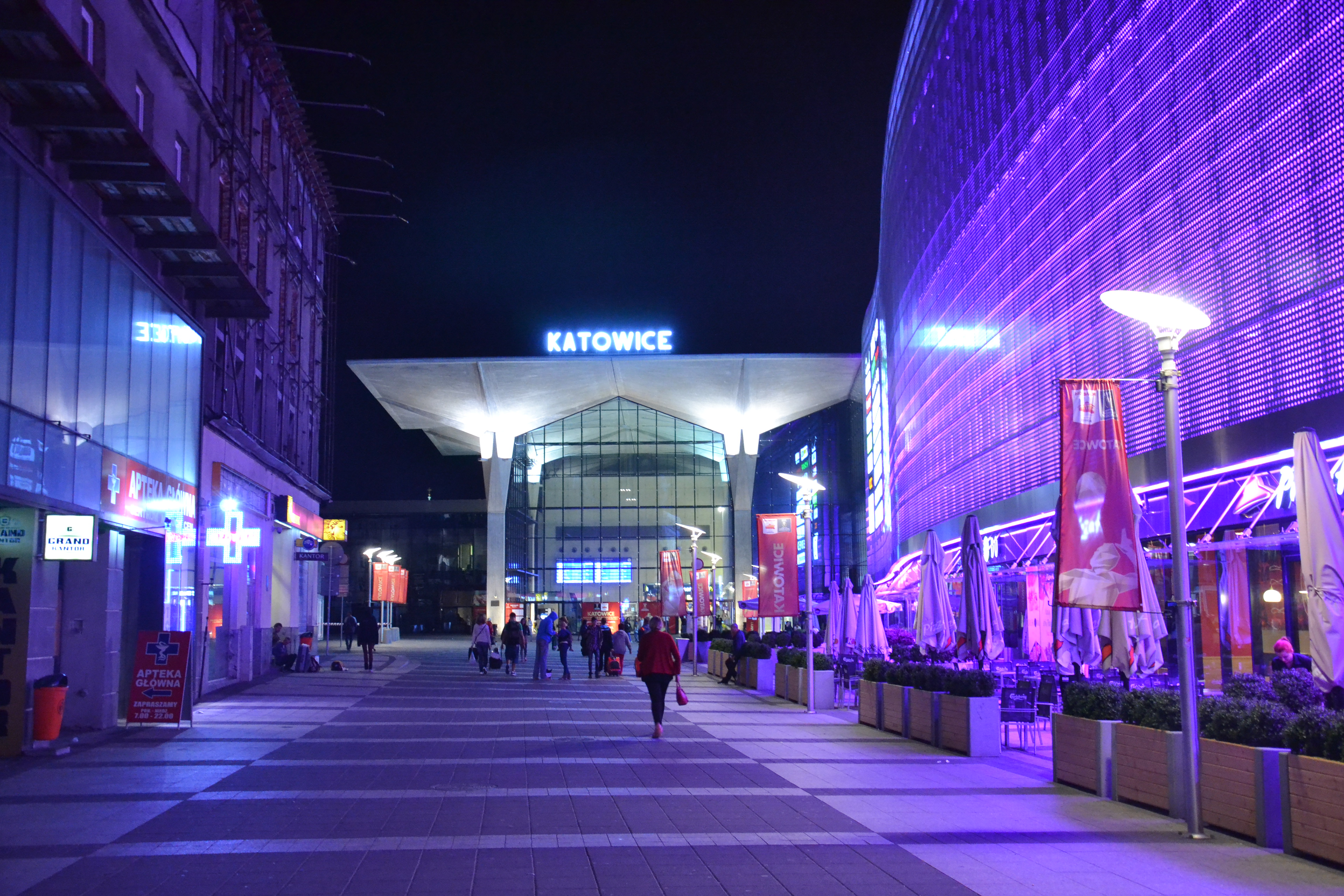
De nuit.
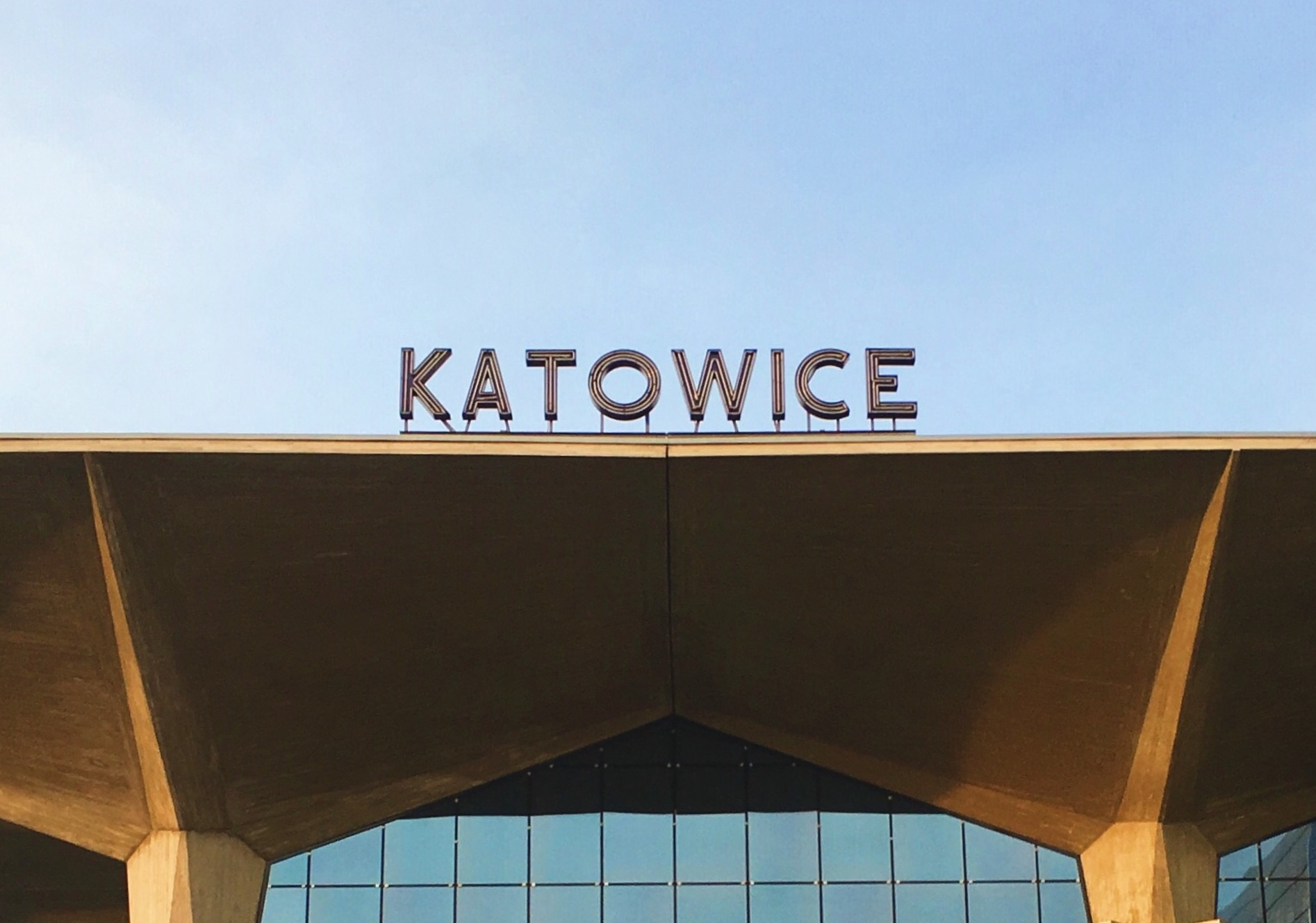
Panneau sur le nom de la gare.